# Балларат
Ба́лларат (англ. Ballarat; произносится как ˈbæləræt) — город в штате Виктория в Австралии, расположенный в предгорье Большого Водораздельного хребта примерно в 105 километрах к северо-западу от столицы штата Мельбурна. По оценкам 2014 года, население городского района составляет 98 543 человек. Жители города Балларат известны по-английски как Ballaratians.

## География

### Топография
Балларат лежит в предгорье Большого Водораздельного хребта, в центральном районе западной части штата Виктория. Также известное как Центральное нагорье, оно называется так из-за его пологих холмов и отсутствия каких-либо значительных гор, которые являются более распространенными на востоке Большого Водораздельного хребта. Город расположен в слегка волнистой части центральной равнины, которая тянется от Кресуика на север, в Роквуду на юге и от Лал-Лал в юго-восток до Питтонга на западе. Эти равнины из аллювиальных отложений и вулканических потоков содержат большие площади богатых сельскохозяйственных почв.

### Климат
Климат Балларата — умеренный океанический, по классификации климатов Кёппена имеет индекс Cfb.
| Показатель                    | Янв. | Фев. | Март | Апр. | Май  | Июнь | Июль | Авг. | Сен. | Окт. | Нояб. | Дек. | Год   |
| ----------------------------- | ---- | ---- | ---- | ---- | ---- | ---- | ---- | ---- | ---- | ---- | ----- | ---- | ----- |
| Абсолютный максимум, °C       | 42,0 | 44,1 | 37,7 | 31,5 | 26,1 | 21,6 | 19,1 | 23,0 | 27,9 | 33,4 | 37,3  | 40,6 | 44,1  |
| Средний суточный максимум, °C | 25,1 | 25,0 | 22,2 | 17,6 | 13,6 | 10,8 | 10,0 | 11,4 | 13,8 | 16,6 | 19,6  | 22,6 | 17,4  |
| Средняя температура, °C       | 17,2 | 17,0 | 15,1 | 11,9 | 8,9  | 6,4  | 5,6  | 6,6  | 9,0  | 11,6 | 13,7  | 15,8 | 11,6  |
| Средний суточный минимум, °C  | 10,8 | 11,4 | 9,9  | 7,4  | 5,7  | 4,0  | 3,2  | 3,7  | 4,8  | 6,2  | 7,8   | 9,4  | 7,0   |
| Абсолютный минимум, °C        | 0,7  | −1,4 | −0,6 | −4,1 | −4,5 | −4,6 | −6   | −5   | −4,5 | −3,6 | −1    | −1   | −6    |
| Норма осадков, мм             | 39,2 | 44,6 | 42,6 | 51,1 | 64,5 | 62,8 | 66,4 | 75,0 | 71,7 | 67,0 | 56,4  | 50,9 | 692,4 |
| Источник:                     |      |      |      |      |      |      |      |      |      |      |       |      |       |

## Города-побратимы
- Япония, Инагава
- Китай, Тайсин
- Великобритания, Питерборо
- Восточный Тимор, Айнару

## Галерея

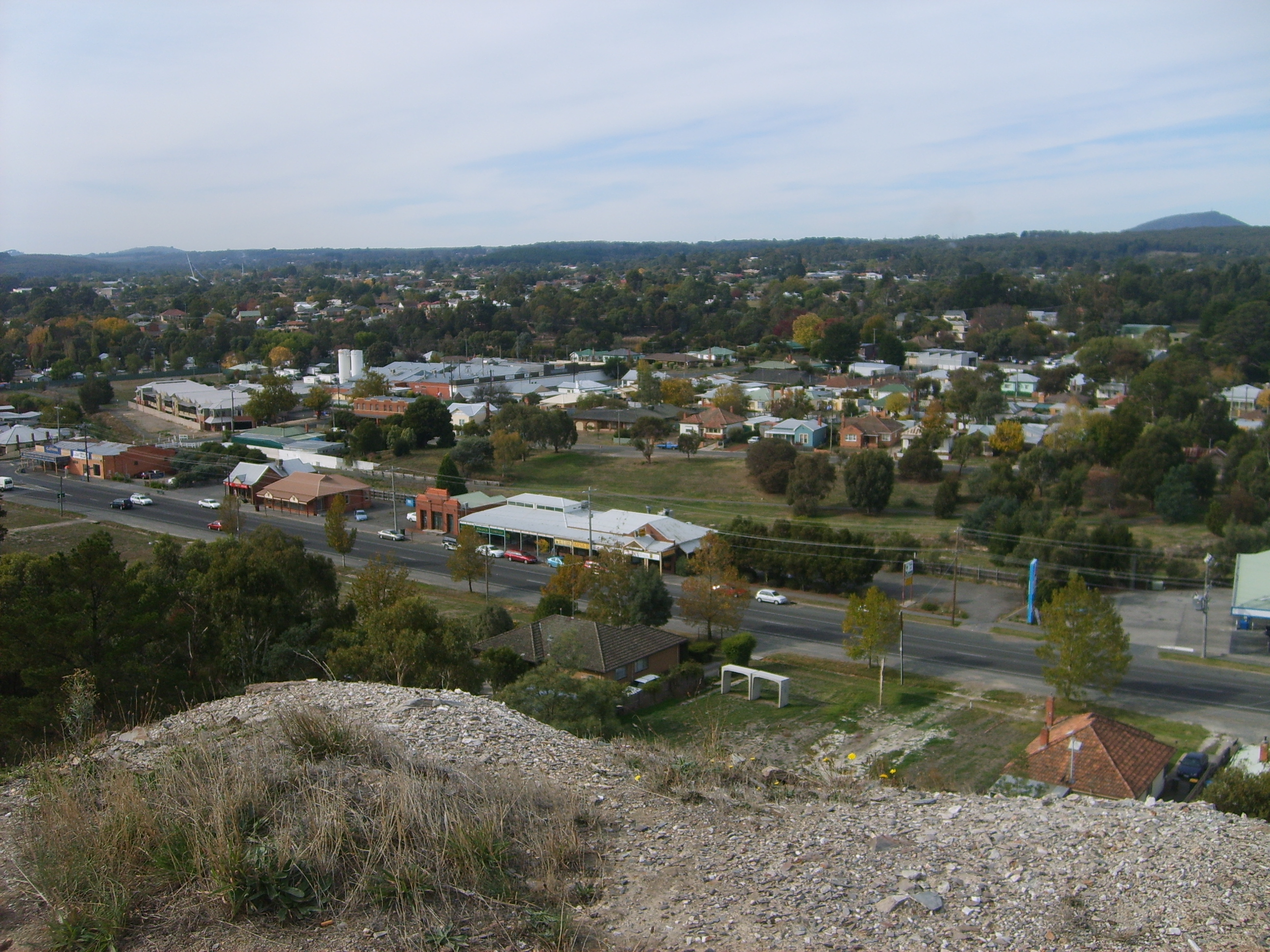
Балларат
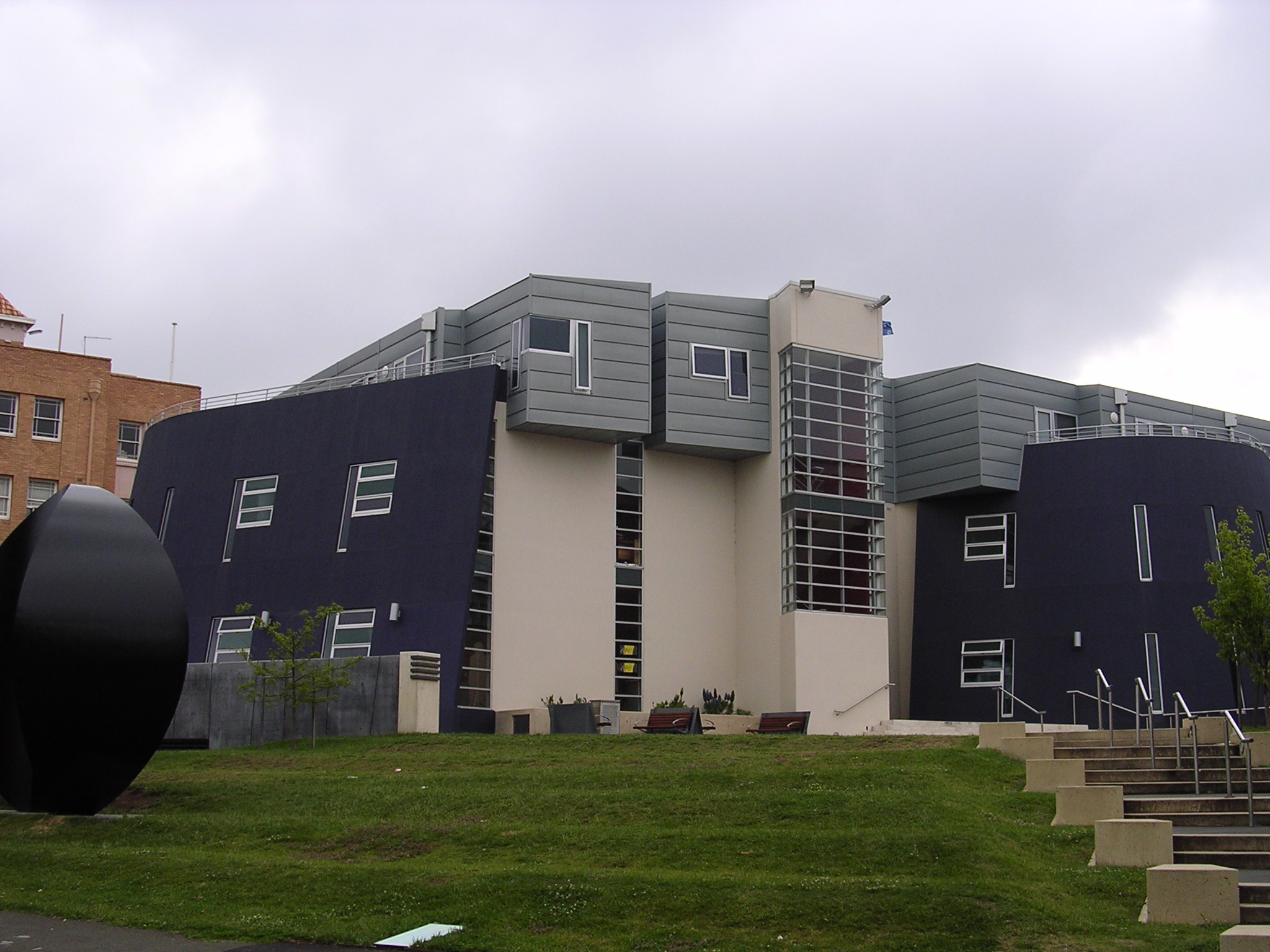
Университет Балларата
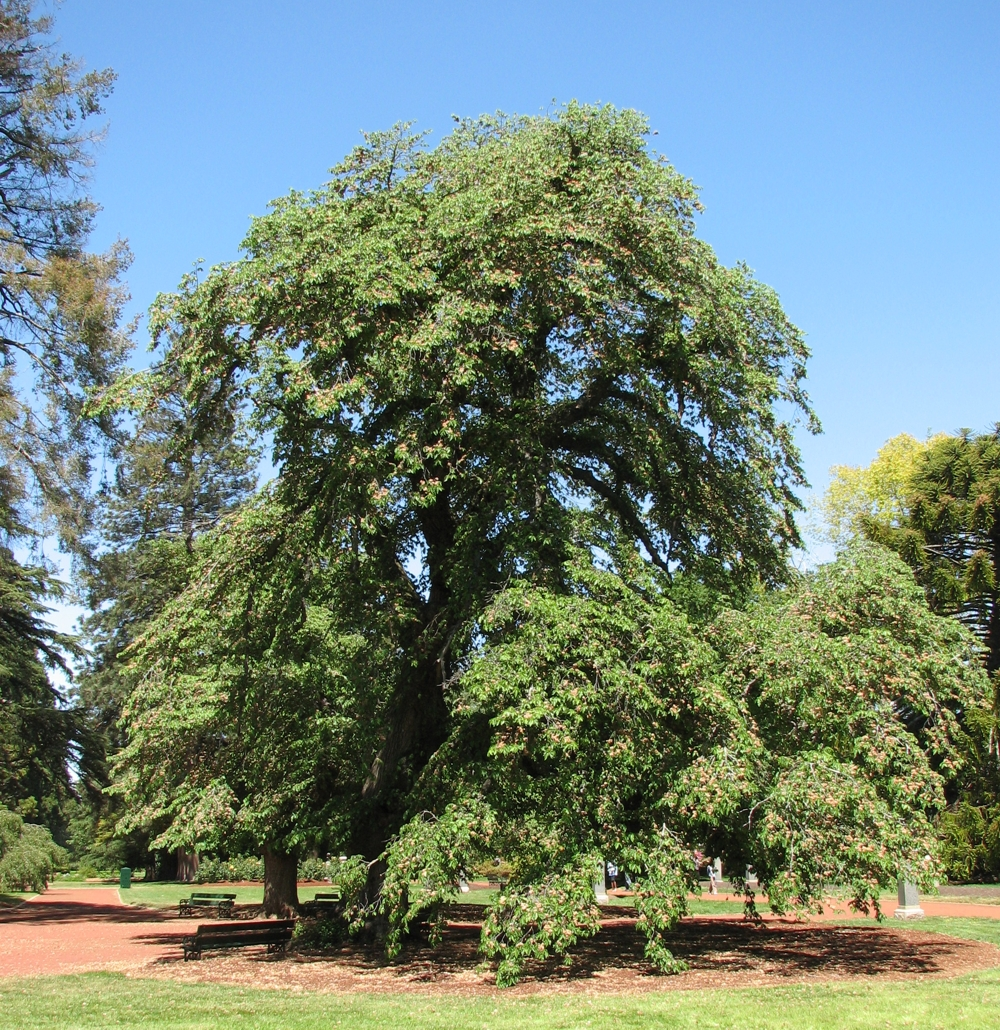
Вяз горный в Ботаническом саду Балларата
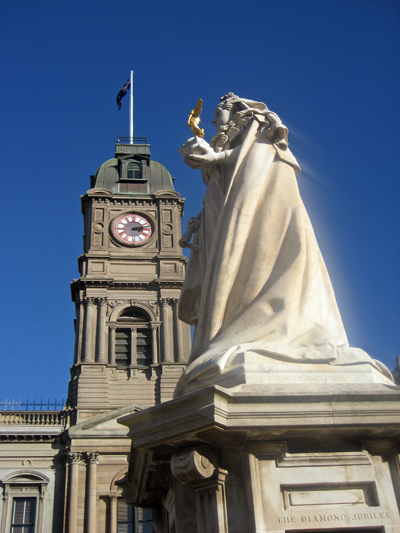
Королева Виктория перед башней ратуши Балларата
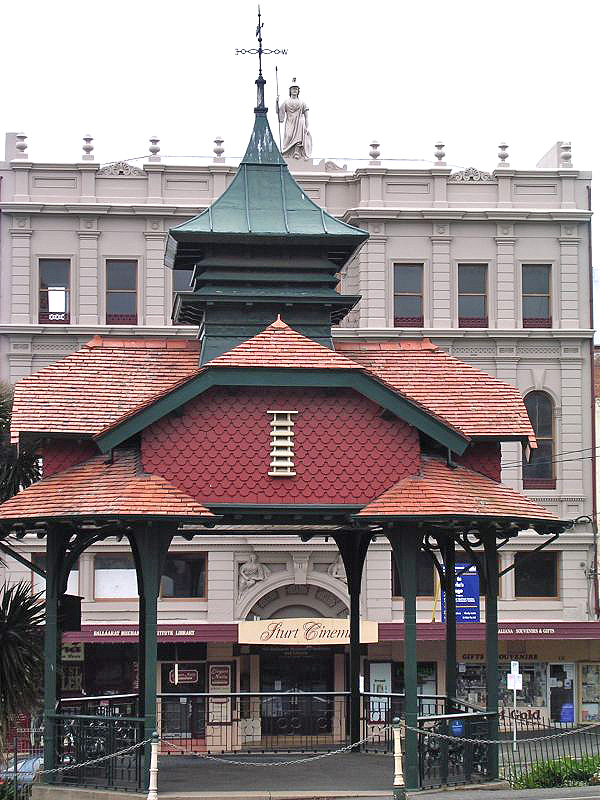
Мемориал Титанику перед зданием Института Механики
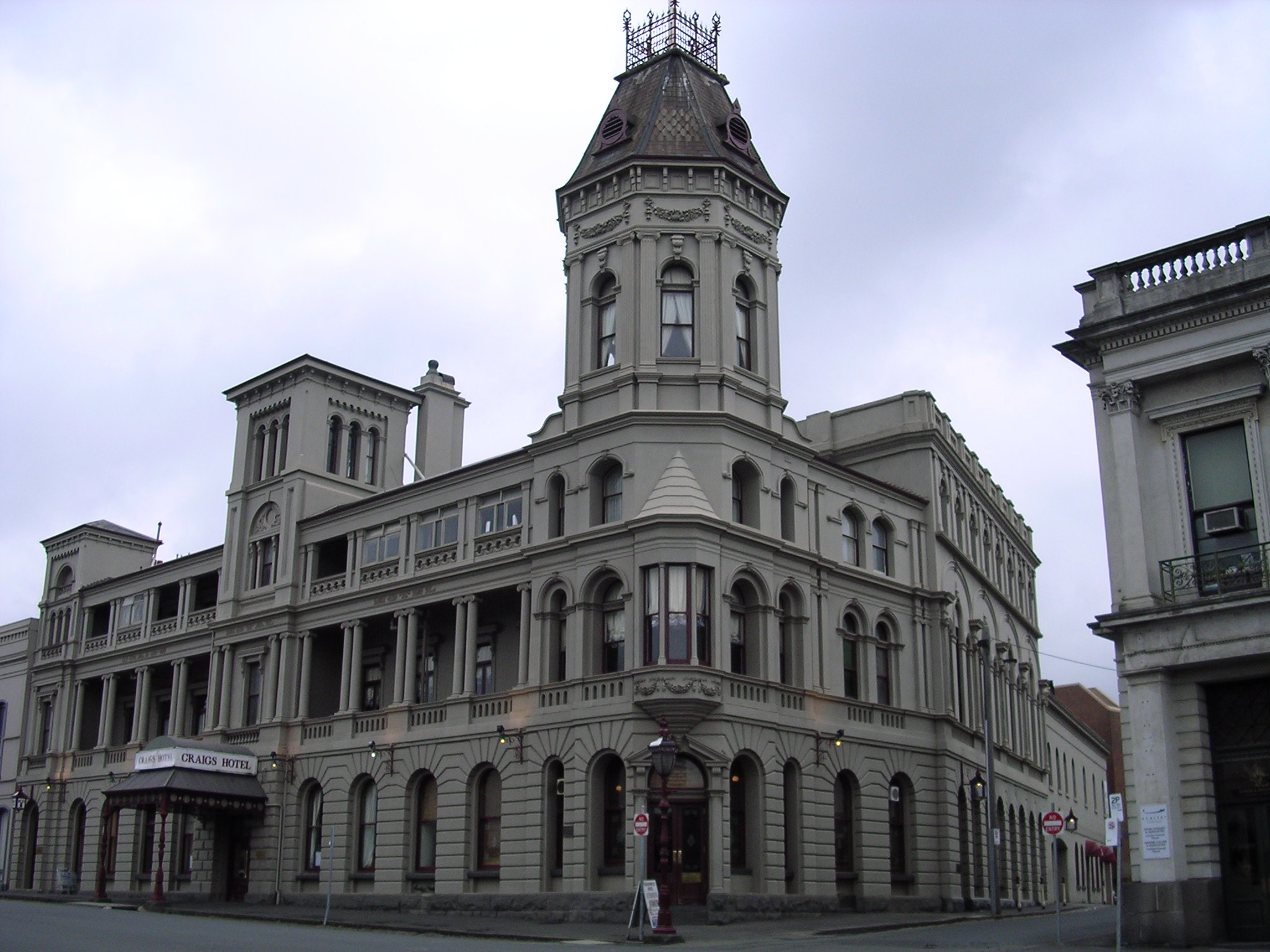
Отель «Craigs»